# Reconhecimento aéreo na Primeira Guerra Mundial

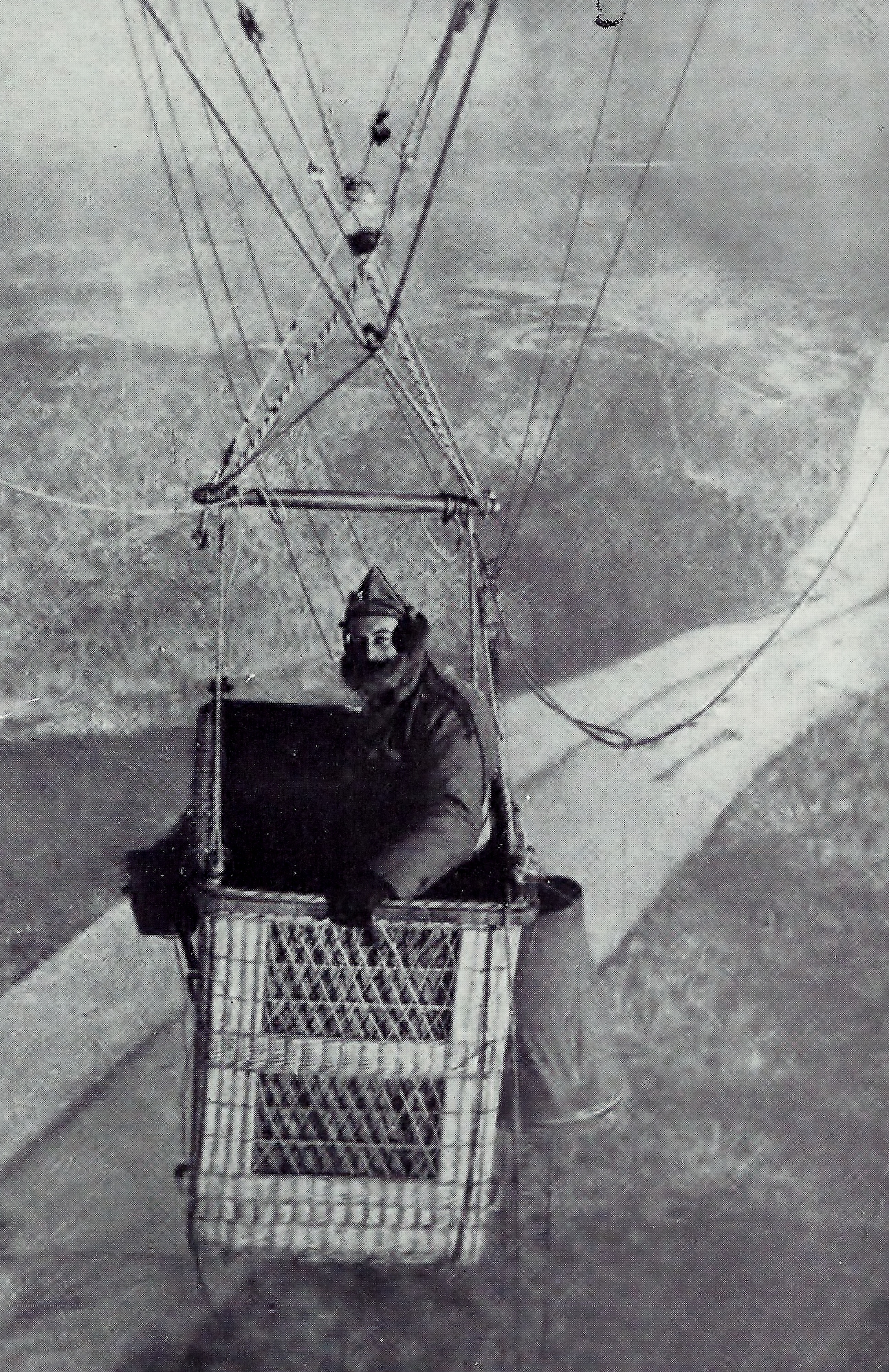
Nos primórdios do reconhecimento aéreo, os balões. Na foto, um observador de balão francês, durante a 1ª Guerra Mundial.

O reconhecimento aéreo usando máquinas mais pesadas que o ar era uma ciência inteiramente nova que precisava ser improvisada passo a passo. As primeiras operações eram voos de baixo nível, com o piloto frequentemente desmontando do avião para se reportar verbalmente aos oficiais mais próximos. 
O suporte fotográfico foi desenvolvido com urgência, exigindo inicialmente um fotógrafo em tempo integral a bordo para lidar com o equipamento pesado e desajeitado. A interpretação de imagens aéreas era uma nova especialidade importante, essencial para um mapeamento preciso. 
O país que liderou a aeronáutica no início foi a França, com seus aviões de observação Blériot, enquanto a Alemanha era mais avançada na ótica. Os britânicos ficaram um pouco atrás nos estágios iniciais, devido à falta de apoio do governo. Os Estaados Unidos fariam contribuições valiosas na forma de câmeras com múltiplas lentes para localização precisa.
Em 1915, o rádio ar-solo estava em uso para pilotos de reconhecimento. O reconhecimento continuou sendo uma arte militar subestimada, em comparação com o combate aéreo, que ganhou publicidade, mas impactou menos no resultado da guerra.

## O início

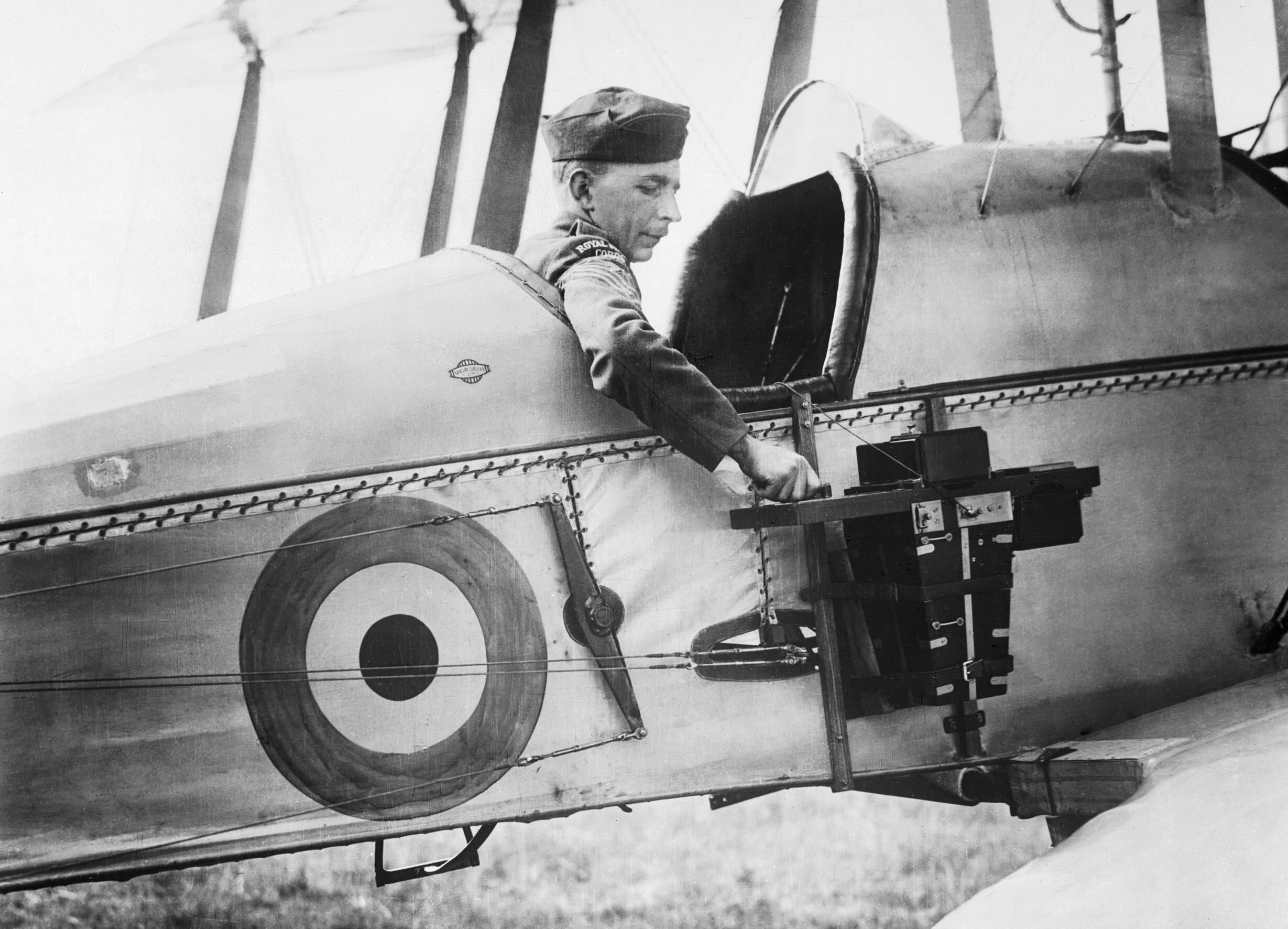
Uma câmera de reconhecimento aéreo de 1916 operada pelo piloto de um B.E.2c.

O primeiro uso de um avião na guerra foi um voo de reconhecimento realizado em 23 de outubro de 1911 pelo capitão Carlo Maria Piazza em um Blériot XI durante a Guerra Ítalo-Turca na Tripolitânia. A fotografia aérea militar começou naquele dezembro. A experiência na Primeira Guerra Mundial começaria em termos muito semelhantes, com os monoplanos Bleriot da França e Taube da Alemanha. O reconhecimento aéreo foi amplamente percebido como o único uso prático dos aviões.
Embora a maioria dos países combatentes possuísse alguns aviões militares em agosto de 1914, estes eram quase exclusivamente dedicados ao reconhecimento e observação de artilharia, suplementando plataformas bem testadas e familiares como balões e pipas. Balões amarrados podiam subir até uma milha, mas eram fáceis de derrubar. Além disso, eram plataformas de observação instáveis com qualquer vento, levando a tentativas de estabilizá-los com caudas de pipa ou "drogues" presos à cesta. Dirigíveis como os enormes novos zeppelins alemães eram considerados as melhores plataformas de reconhecimento e serviam eficazmente para patrulhas marítimas. Instalações de câmeras verticais foram usadas desde o início da guerra, mas eram muito pesadas e volumosas para aviões leves, e a maioria dos primeiros reconhecimentos de aviões consistia em observação visual e relatórios escritos. As câmeras portáteis foram amplamente utilizadas, mas com resultados decepcionantes. Boas fotografias exigiam voo habilidoso e um operador que pudesse dedicar tempo para manusear a câmera e as pesadas placas de vidro de que ela precisava. Com o tempo, lentes de distância focal mais longa foram usadas, câmeras e equipamentos ficaram mais leves e maiores e, para sobrevivência, as altitudes operacionais aumentaram até o nível de 12-18.000 pés. Levados para o alto, as tripulações começaram a usar oxigênio e roupas aquecidas.
A disciplina crítica de comunicar resultados levou à improvisação desenfreada. No início, não era incomum aeronaves pousarem próximas a postos de comando para que o piloto pudesse passar pessoalmente informações urgentes. Para a observação da artilharia, o tempo era essencial, e os franceses tentaram mensagens lançadas pelo ar, sinalizadores coloridos e manobras de aeronaves pré-organizadas para transmitir informações. A França foi declaradamente a primeira a experimentar rádios aerotransportados, geralmente transmissores isolados devido à restrições de peso; outros sustentam que a Grã-Bretanha precedeu o rádio Sterling leve instalado em aeronaves em 1915.
A Alemanha teve uma liderança científica e adotou a primeira câmera aérea, uma Goerz, em 1913. A Áustria-Hungria seguiu seu exemplo. Apenas duas semanas após o início da guerra, relatórios sobre os aviões afirmaram: "Eles percorreram constantemente as posições do inimigo, de modo que os franceses sempre souberam o que os alemães estão fazendo. Isso os deixou tão desconcertados que agora estão fazendo esforços para assustar os batedores do ar franceses". Em 17 de agosto de 1914 e repetidamente depois disso, os "batedores aéreos" belgas relataram os movimentos das tropas alemãs.
A França era de longe o líder aeronáutico na época, e o Exército francês incorporou câmeras aos aviões desde o início. A França começou a guerra com vários esquadrões de aviões de observação Blériot. O Exército francês desenvolveu procedimentos para colocar as fotografias nas mãos dos comandantes de campo rapidamente. Na Grã-Bretanha, então ficando para trás na aviação, o pioneiro do reconhecimento F.C.V. Laws estabeleceu a primeira unidade de fotografia mais pesada que o ar em Farnborough em 1913, usando um Farman equipado com uma câmera Watson. Em nítido contraste com os franceses, o primeiro reconhecimento britânico foi conduzido essencialmente de forma amadora, sem apoio oficial.

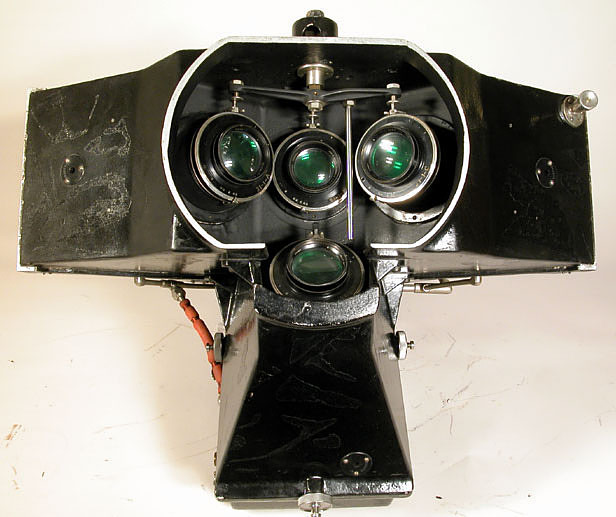
Uma câmera de reconhecimento aéreo Fairchild T-2A de quatro lentes
utilizada em 1917/18.

Os Estados Unidos desempenharam um papel importante nos últimos meses da guerra, utilizando aeronaves francesas e câmeras modificadas. Algumas técnicas e equipamentos usados em levantamentos e mapeamentos civis foram desenvolvidos pelo "US Army Corps of Engineers" quando o engenheiro topográfico, James W. Bagley, foi transferido do "US Geological Survey" para o exército. O Major Bagley trouxe sua câmera tripla recentemente inventada para a França, onde foi usada para fazer uma imagem vertical e duas oblíquas de aviões. Essas imagens foram usadas para sobrepor trincheiras inimigas e posições de armas sobre os mapas existentes para alvos de precisão. Um exemplar desta câmera é mantido na Smithsonian Institution: "Este objeto está em exibição no Boeing Aviation Hangar no Steven F. Udvar-Hazy Center em Chantilly, VA. A Fairchild Aerial Camera Corporation construiu o modelo de produção das câmera de quatro lentes T-2 e T-2A, que aprimorou a câmera de mapeamento de três lentes T-1 desenvolvida pelo Maj. James Bagley do "US Army Signal Corps". A T-2A tinha uma lente vertical e três lentes oblíquas ajustadas para 35 graus, que forneceu um campo de visão de 120 graus em ângulos retos com a direção do voo. Quatro capas de lentes também esão em exibição".
A Itália e a Rússia também tiveram papéis de destaque, com a Itália implantando algumas das aeronaves de melhor desempenho. As pequenas forças aéreas otomanas eram principalmente uma extensão do poder aéreo alemão. O fracasso da ofensiva do Plano Schlieffen em 1914 é atribuído em parte à superioridade aérea francesa que "cegou" o reconhecimento alemão, mas acredita-se que a vitória alemã em Tannenberg tenha sido ajudada pela pronta resposta à inteligência aérea sobre os movimentos russos.
Apesar do início improvisado, todos os lados aprenderam rapidamente a importância da fotografia aérea e, em 1916, o reconhecimento usando aeronaves mais pesadas que o ar era uma prática regular ao longo da frente. Isso, por sua vez, exigiu escoltas de caças e, assim, impulsionou grande parte do rápido progresso aeronáutico dos quatro anos de guerra. O apoio às forças terrestres era quase o único papel do reconhecimento; os conceitos de guerra aérea estratégica ainda eram embrionários. No mar, a fotografia dos "mais leves que o ar" ainda era dominante; mas os zepelins mostraram-se muito vulneráveis em áreas ocupadas. Os "barcos voadores" e os hidroaviões se destacaram para as tarefas de patrulha costeira. No final da guerra, ambos os lados mantiveram mapas detalhados da frente derivados de mosaicos de fotografias aéreas. A Alemanha sozinha gerou 4.000 imagens por dia em 1918.

## Equipamento
Todos os principais combatentes mantiveram unidades tradicionais de balões-pipa e dirigíveis para vigilância e reconhecimento de pontos específicos. Eles eram vulneráveis, e os observadores de balões presos por amarras foram os primeiros a usar pára-quedas. Plataformas mais leves que o ar logo seriam eclipsadas, embora não substituídas, por aeronaves de asa fixa.
No início, a França tinha um corpo significativo de aeronaves de observação do tipo Blériot, logo substituídos por uma profusão de tipos mais capazes. O Royal Flying Corps entrou na guerra com a lenta, mas estável e confiável aeronave de reconhecimento B.E.2. Ele serviu de forma aceitável no papel até que novos caças alemães o tirassem dos céus em 1915-16. As variantes B.E.2 normalmente montavam uma câmera vertical fora da cabine do piloto (traseira). O mais capaz, mas semelhante R.E.8 substituiu o B.E.2c como a aeronave de reconhecimento padrão da RAF e permaneceu nessa função, apesar de exigir escolta para sobrevivência. As aeronaves britânicas usaram a "Watson Air Camera", a câmera Tipo A e, posteriormente, as câmeras C, E, L e finalmente L/B (L de Laws e B para Brabazon) desenvolvidas especificamente para aeronaves. O primeiro tipo C usava as lentes disponíveis de 12 polegadas e uma placa de 4×5 polegadas (10x12,5 cm). Os Aliados passaram a padronizar em placas de 18×24 cm e distâncias focais de 25, 50 e 120 cm, sendo 50 a mais comum.
Os Poderes Centrais usaram muitas aeronaves diferentes, mas especialmente os tipos Rumpler e Albatros montando câmeras Goerz e ICA. Os alemães também usaram uma distância focal padrão de 70 cm e placas de 13×18 cm. A nave fotográfica desarmada rádio-equipada Rumpler C.VII ("Rubild" - de "Rumpler-Bildflugzeug" - "avião fotográfico"), distinguiu-se por longo alcance e grande altitude, atingindo 21.000 pés. Aeronaves de reconhecimento incomum incluiu o Junkers J.I blindado para voos em baixa altitude, o gigantesco Ilya Muromets de longo alcance da Rússia e o italiano Ansaldo SVA de alto desempenho (a bem mais de 200 km/h), considerado quase ininterceptável. A Itália padronizou a câmera Lamperti simples de 24 placas.

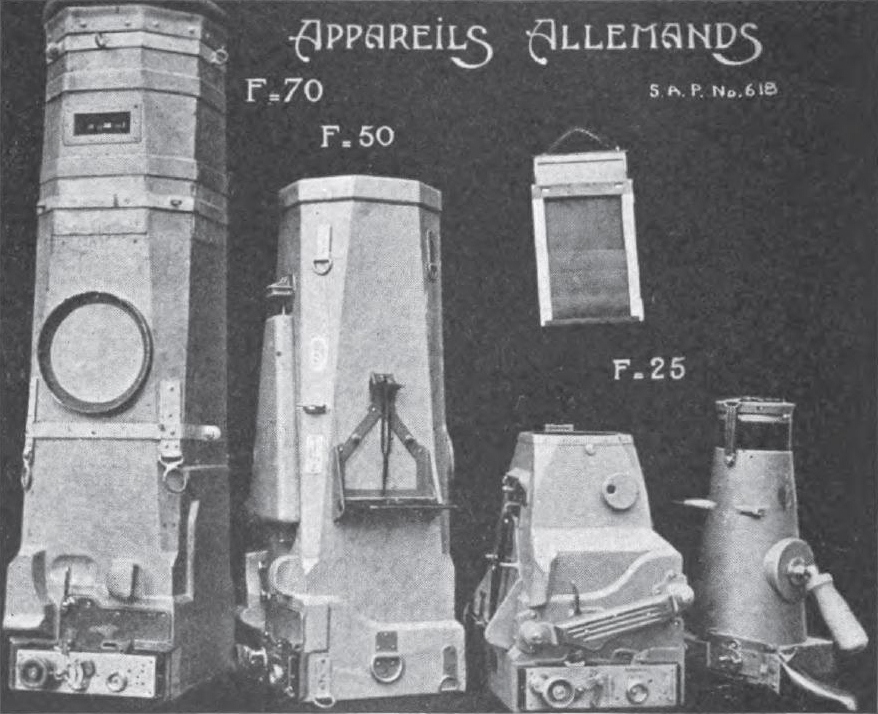
Câmeras aéreas alemãs capturadas, França 1918. Ives/1920.

A ótica alemã era esmagadoramente superior, como exemplificado pelas lentes Carl Zeiss e pelos vidros óticos. Os Aliados tiveram que aprender rapidamente a fazer lentes especialmente para focos longos. Nesse ínterim, eles tiveram que se contentar com as lentes de foco curto que puderam encontrar. Quando os EUA entraram na guerra, o Exército solicitou urgentemente que os civis americanos entregassem suas lentes e vidros óticos, incluindo telescópios e binóculos, para uso aéreo, citando especificamente vários fabricantes alemães procurados. As câmeras rapidamente se tornaram grandes e mecanicamente muito complexas. As câmeras alemãs e italianas geralmente usavam placas de 13×18 cm. A França padronizou as câmeras avançadas "deMaria" de várias configurações. Nos últimos dois anos da guerra, a Grã-Bretanha usou quase exclusivamente a câmera L de 35 libras, semiautomática, acionada a hélice.
Como no caso dos aviões, os EUA utilizaram câmeras francesas e britânicas. Como exemplo, o semiautomático americano deRam (do francês) pesava 45 kg, tinha comprimento focal de 50 cm (padrão) e usava placas de 18×24 cm. Os EUA utilizaram aviões Curtiss Jenny com câmeras de mão Folmer-Schwing (Graflex) durante a "excursão mexicana" em 1916. Estas se tornaram a "K-1", a primeira de uma longa linha de câmeras aéreas dos EUA. As tentativas de interoperabilidade dos Aliados foram assim descritas na época: "A tarefa de harmonizar a prática fotográfica ensinada na América, seguindo as linhas inglesas, com a prática francesa como seguida no teatro de guerra, e de adaptar aviões construídos sobre desenhos ingleses para que eles pudessem carregar aparelhos franceses, era formidável, provavelmente não seria esquecido por qualquer um que fizesse parte dele".
Fotos estereoscópicas sobrepostas começaram a ser tiradas, exigindo exposições cuidadosamente cronometradas. Câmeras totalmente automáticas e câmeras de filme entraram em uso. A Alemanha começou a usar câmeras aquecidas eletricamente e desenvolveu geradores movidos a motor. Geradores movidos a vento, tanto venturis quanto pequenas hélices, passaram a ser usados para automação. A sucção foi usada para manter o filme esticado na placa. Apesar de agregar mais peso aos aviões, a radiotelegrafia gradualmente substituiu os primitivos "lançamentos aéreos" de mensagens dentro de garrafas ("message-in-a-bottle"). Códigos simples para localização de artilharia foram elaborados. Apesar de alguns experimentos, a fotografia noturna foi malsucedida devido à potência insuficiente do flash e à velocidade do filme, e à incapacidade de cronometrar com precisão a exposição à iluminação.
No final da guerra, a fotografia aérea era um enorme projeto em andamento. O número de imagens expostas chegou a milhões, com muito mais cópias transferidas para papel. Grandes foto-mosaicos cobrindo toda a Frente Ocidental em escalas tão baixas quanto 1:8000 foram criados e continuamente atualizados. Estima-se que cerca de um terço das surtidas durante a guerra foram dedicadas ao reconhecimento aéreo.

## Resultados

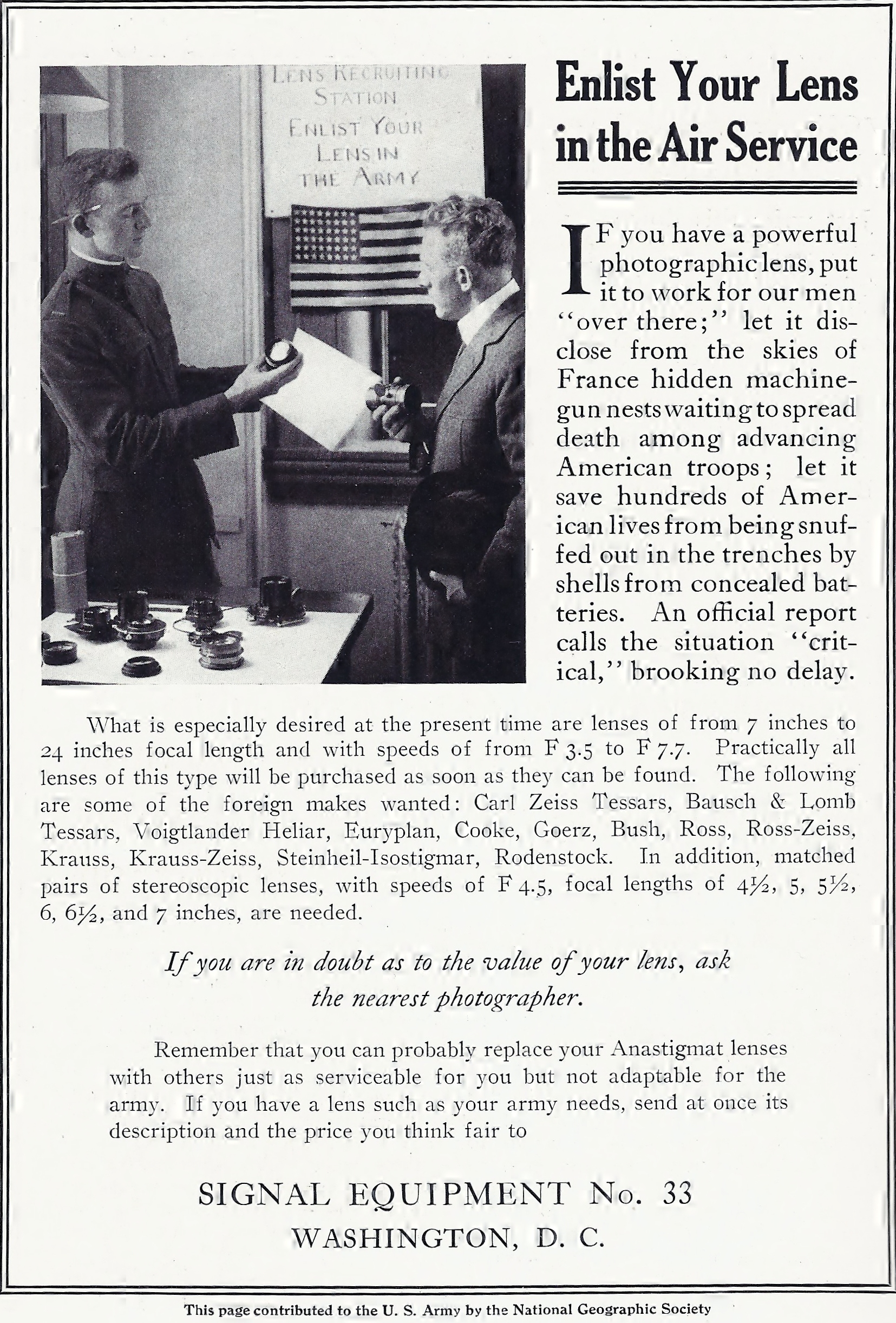
Pedido urgente de equipamento ótico civil: observe que quase todas as lentes solicitadas são de fabricação alemã. U.S.Army/Nat. Geogr./Jan. 1918.

A partir de uma base essencialmente inexistente, os exércitos tiveram que criar e treinar unidades de interpretação, uma vez que a fotografia aérea e a estereoscopia eram bastante estranhas ao que o reconhecimento baseado em solo veria. Os intérpretes deveriam ter amplo conhecimento de equipamento militar. Eles tiveram que aprender como usar sombras para estimar o tamanho e detectar o uso crescente de camuflagem e iscas. Igualmente importante, os intérpretes aprenderam a padronizar anotações e apresentar imagens marcadas abrangentes aos comandantes. As frentes estáticas e fortificações fixas na Europa eram especialmente adequadas para transformar a arte da interpretação em uma ciência, enquanto as operações de longo alcance no deserto e no mar valorizavam muito a descoberta casual e a engenhosidade.
O reconhecimento marítimo tendia a gerar sua própria tecnologia e procedimentos separados, auxiliados pela habitual separação acentuada da frota dos exércitos. No ar, no entanto, os dois serviços se sobrepuseram, o que começou a causar atrito de responsabilidades na atribuição, especialmente para potências marítimas como o Reino Unido e os EUA. O uso de aeronaves de observação baseadas em navios (embora não fossem verdadeiros porta-aviões) já estava bem avançado pelo fim da guerra. Isso rapidamente se tornou um multiplicador de força para a frota. Isso complicou o poder marítimo ofensivo; por exemplo, a vigilância do Zeppelin no Mar do Norte tornava difícil para a Marinha Real explorar sua superioridade naval.
Em quatro anos, os comandantes aprenderam que o reconhecimento favorece inatamente a defensiva, pois reduz as surpresas e torna difícil para o oponente reunir forças para o ataque. A incapacidade de realizar reconhecimento, devido ao clima ou à dominação aérea inimiga, por outro lado, deixa o pessoal em terra altamente vulnerável, como ocorreu repetidamente durante a guerra. Os comandantes aprenderam que em aeronaves não há substituto para o desempenho e, nas câmeras, não há substituto para o comprimento focal. Eles aprenderam a monitorar regularmente o oponente para detectar qualquer mudança; e aprenderam a necessidade absoluta de manter bibliotecas e conhecimento institucional dos alvos e das "assinaturas" visuais não apenas dos equipamentos, mas dos efeitos sutis deles no meio ambiente - rastros, marcas, etc. Os especialistas concordam que a maior parte disso teve que ser reaprendido da maneira mais difícil duas décadas depois.
Problemas recorrentes incluíam a falta de foto-intérpretes treinados e experientes, a dificuldade em distribuir cópias oportunas e interpretadas corretamente para os comandantes que delas precisavam, falta de coordenação geral de esforço e interpretação centralizada (uma imagem aérea comum) e a tendência de comandantes de campo para exigir voos arriscados e repetidos apenas para que as fotos ficassem arquivadas em algum lugar ao longo do processo.
Finalmente, o padrão recorrente de reconhecimento não ganhando reconhecimento proporcional à sua importância desenvolvido durante esses anos. Não havia "ases de reconhecimento" e os pilotos de reconhecimento não eram nomes familiares. O combate aéreo ganhou imensa publicidade, mas - além do reconhecimento - as operações aéreas tiveram um efeito militar insignificante. Esse desequilíbrio na percepção teria consequências para a prontidão nos anos posteriores.